# 木津川市立城山台小学校
木津川市立城山台小学校（きづがわしりつ しろやまだいしょうがっこう）は、京都府木津川市城山台にある公立小学校。

## 概要
京都府内で7年ぶりの新設小学校（統廃合を除く）として、2014年（平成23年）に開校した。児童が増加しマンモス校化したことで、運動場に新しい学舎が建設された。

## 児童急増対策
本校の児童数は、2025年（令和7年）、2026年（令和8年）には「1800名を超える」と予想されている。その背景には「民間主導の住宅建設・販売」がある。
　そこで、木津川市教育委員会では、「過大規模校における課題解消対策」として、「学校の分離新設」「通学区域の見直し」「学校施設の増築」「教頭の複数配置やミドルリーダーの配置、教職員数の増員」が検討された。「学校の分離新設」については、本校敷地内に既存学舎とは別に、「2年生及び3年生を対象とする運営面・機能面で独立した新学舎を設置し、施設・設備面、教職員指導体制を充実させること」を木津川市の総意として決定した。「通学区域の見直し」については、木津川市として本校区を特定地域とすることで、「他校への選択を認める制度」を導入した。「学校施設の増築」については、本校敷地内を指定し、「2021年（令和3年）春に向け工事を進める」ことが決定した。「教頭の複数配置やミドルリーダーの配置、教職員数の増員」については、「2020年（令和2年）4月副校長を配置、今後教職員の質的・量的充実を図るとともに、校外内の専門的な知見の活用」を推進していくことが決定した。

## 沿革
- 2014年（平成23年）4月 - 学研都市・木津中央地区の小学校として開校
- 2019年 (令和元年）(平成31年）4月 - 児童数828名
- 2020年  (令和2年)  4月 - 児童数991名

## 進学先
- 木津川市立木津中学校
- 木津川市立木津南中学校

進学先は、地域によって異なる。

## 交通アクセス
- JR奈良線・関西本線・片町線 木津駅下車

## 通学区域が隣接している学校
- 木津川市立木津小学校
- 木津川市立州見台小学校
- 木津川市立梅美台小学校
- 木津川市立加茂小学校
- 木津川市立上狛小学校